# Nääri
Nääri – wieś w Estonii, prowincji Rapla, w gminie Märjamaa.